# Lambertsneukirchen
Lambertsneukirchen ist ein Ortsteil der Gemeinde Bernhardswald im Oberpfälzer Landkreis Regensburg in Bayern.

## Geografische Lage
Das Pfarrdorf Lambertsneukirchen liegt in der Region Regensburg etwa vier Kilometer nordöstlich von Bernhardswald.

## Geschichte
Lambertsneukirchen wird im Jahr 1326 erstmals urkundlich erwähnt. Die katholische Pfarrkirche St. Lambert stammt aus dem 14./15. Jahrhundert und wurde 1732 umgebaut. Im Zuge der Verwaltungsreformen in Bayern entstanden mit dem Gemeindeedikt von 1818 die heutigen Gemeinden, so auch Bernhardswald und Lambertsneukirchen. Am 1. Oktober 1926 wurde die Gemeinde Lambertsneukirchen zu großen Teilen nach Hackenberg eingemeindet, einige Ortsteile kamen auch zu Hauzendorf. Am 1. Januar 1972 wurden diese Gemeinden wiederum zur Gemeinde Bernhardswald eingemeindet.

## Weblink
- Lambertsneukirchen in der Ortsdatenbank der Bayerischen Landesbibliothek Online. Bayerische Staatsbibliothek